# Euxoa lanzarotae
Euxoa lanzarotae là một loài bướm đêm trong họ Noctuidae.